# 試製75毫米自行反坦克炮
試製75毫米自行反坦克炮（日语：試製七糎半対戦車自走砲 ナト），又稱五式炮戰車，是日本軍在第二次世界大戰結束階段研發的倒數第二款驅逐戰車。

## 研發歷史
在太平洋戰爭即將結束之時，日本陸軍的指揮官意識到日軍的庫存中已經沒有能抵禦越來越先進的盟軍坦克和裝甲車的裝備，因此需要一款比三式炮戰車更加強力的車輛。設計進行得十分匆忙，採用新的設計，最終在1945年完成。在研發完成之後，日軍立即訂購了200輛并要求在1945年內完成。但因為盟軍的戰略轟炸加之材料短缺，所以不可能開展生產；在戰爭結束時，五式炮戰車連測試都還沒有完成。

## 設計/性能
五式炮戰車使用了四式中型履帶式載具的底盤。其上層戰鬥室的後部和上方都是敞開的，不過駕駛室帶有裝甲，而且是全封閉的。其主炮是一門經由四式75毫米高射炮改裝而成的五式75毫米戰車炮，與四式中戰車相同。
根據日本陸上自衛隊幹部學校戰史教官室的資料，其安裝的五式75毫米戰車炮使用穿甲弹時可以在1000米的距離外擊穿100mm厚的鋼板（不過鋼板種類以及穿甲彈種類都不清楚）。另外一份資料這稱，其安裝的五式75毫米戰車炮在第一種情況下可以在300m距離外擊穿118mm厚的鋼板，在400m距離外擊穿118mm厚的鋼板，在500m距離外擊穿112mm厚的鋼板，而第二種情況的研究尚不完整。

## 作戰記錄
儘管五式炮戰車最初被計劃用於本土決戰，但是在日本投降時，只完成了兩輛實驗車，而且都沒有投入作戰。

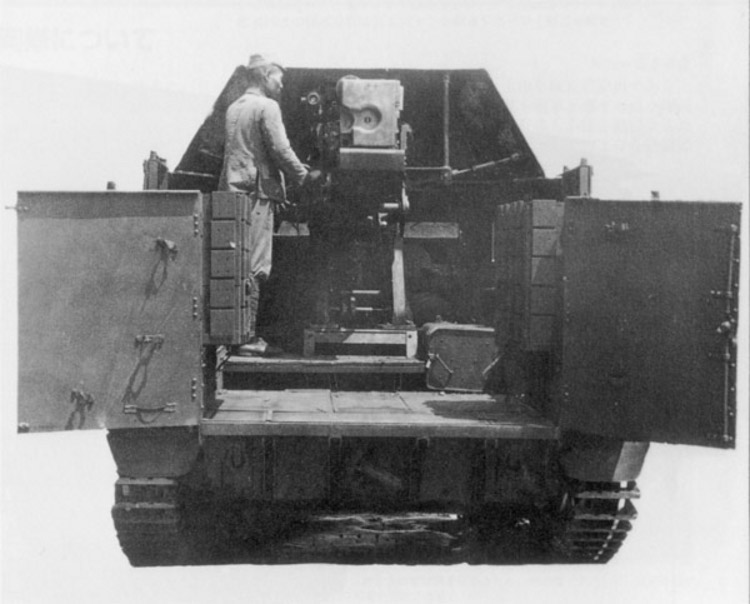
車尾

## 流行文化

### 電子遊戲
- 《戰爭雷霆》
- 《應徵入伍》

## 腳注

### 來源
1. ↑  Zaloga, Japanese Tanks
2. ↑  Tomczyk, Japanese Armor Vol. 4, pp. 19, 22, 30.
3. ↑  Tomczyk, Japanese Armor Vol. 5, pp. 10, 12-13.
4. ↑  Taki’s Imperial Japanese Army HP （页面存档备份，存于） Taki's Imperial Japanese Army
5. ↑  白井明雄 『日本陸軍「戦訓」の研究』  94頁、107頁